# Karolina Salanga

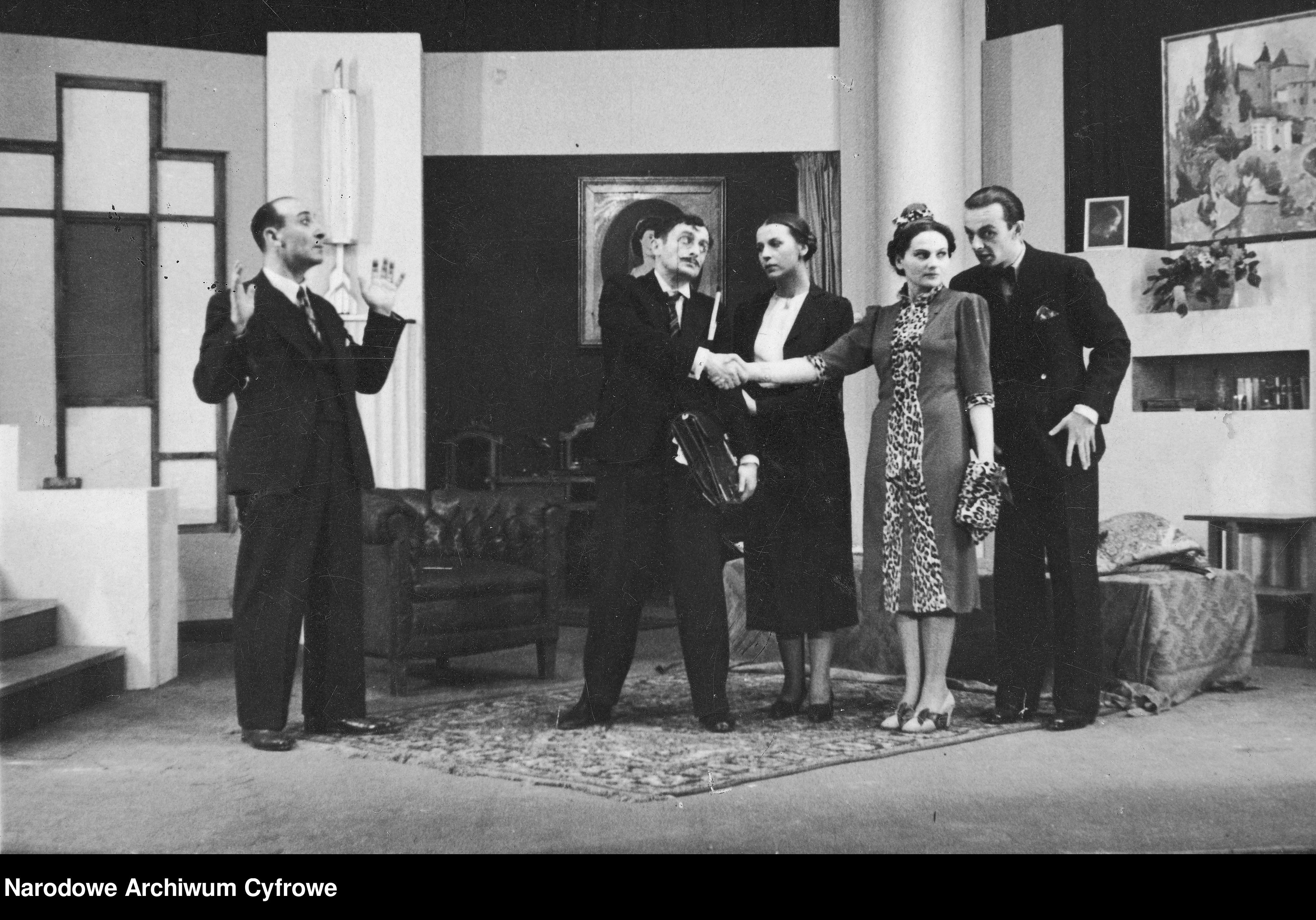
Karolina Salanga (czwarta od lewej) w przedstawieniu "Zamieszaj" w Teatrze Miejskim Kameralnym w Częstochowie (1938)

Karolina Antonina Salanga-Ekert (ur. 28 stycznia 1916 we Lwowie, zm. 22 września 1997 w Lesznowoli lub Warszawie) – polska aktorka teatralna i filmowa. 

## Życiorys
W 1937 roku ukończyła Państwowy Instytut Sztuki Teatralnej w Warszawie. W sezonie 1937/1938 występowała w Teatrze Miejskim Kameralnym w Częstochowie, a w latach 1938-1939 - w warszawskim Teatrze Malickiej. Podczas II wojny światowej pracowała w cukierni. 
Po zakończeniu walk grała w Teatrze Powszechnym w Łodzi (1945-1946) oraz Ludowym Teatrze Muzycznym w Warszawie (1950-1952). W kolejnych latach była członkinią zespołów: Artos w Łodzi (1952-1954), Bałtyckiego Teatru Dramatycznego w Koszalinie (1954-1955), Teatru im. Aleksandra Węgierki w Białymstoku (1956-1959), Teatru Popularnego w Grudziądzu (1960-1961), Teatru im. Wojciecha Bogusławskiego w Kaliszu (1964-1966) oraz Teatru im. Juliusza Osterwy w Gorzowie Wielkopolskim (1974-1980). Wystąpiła również w jednym spektaklu Teatru Telewizji (1962) oraz dwóch audycjach Teatru Polskiego Radia (1953, 1962).

## Filmografia
- Sygnały (1938) - więźniarka w pralni
- Miasteczko (1958) - wdowa
- Panienka z okienka (1964)